# Sturtevant Mill Company
Sturtevant Mill Company war ein US-amerikanisches Unternehmen im Bereich Maschinenbau und Hersteller von Automobilen.

## Unternehmensgeschichte
Thomas L. Sturtevant gründete 1883 das Unternehmen im Bundesstaat Maine. Ende des 19. Jahrhunderts verlegte er den Sitz nach Dorchester bei Boston in Massachusetts.
1902 und 1904 entstanden zwei Prototypen von Automobilen. 1905 begann die Serienproduktion. Der Markenname lautete Sturtevant. Laurence H. Sturtevant, Sohn des Gründers, und T. J. Sturtevant, Neffe des Gründers und gleichzeitig gelernter Ingenieur, waren die treibenden Kräfte im Fahrzeugbau des Unternehmens. 1907 endete die Fahrzeugproduktion.
Sturtevant Inc. sieht sich als Nachfolgegesellschaft. Dieses Unternehmen wurde am 30. März 1920 gegründet. 1998 zog es nach Hanover.

## Fahrzeuge
Die Besonderheit der Fahrzeuge war die Kraftübertragung. Es war ein Dreiganggetriebe, das einem Automatikgetriebe ähnelte.
1905 gab es nur den Six. Der Sechszylindermotor war mit 40/45 PS angegeben. Das Fahrgestell hatte 274 cm Radstand. Der Aufbau war ein Tonneau mit seitlichem Zustieg.
Von 1906 bis 1907 standen zwei Modelle mit Vierzylindermotor im Sortiment. Im Flying Roadster war er mit 30/35 PS angegeben. Der Radstand betrug 249 cm. Die Wagen waren als Roadster mit zwei und drei Sitzen karosseriert. Daneben gab es den Automatic. Sein Motor war mit 40/50 PS angegeben. Der Radstand maß 305 cm. Der offene Aufbau als Tourenwagen bot Platz für sieben Personen.

## Modellübersicht
| Jahr      | Modell          | Zylinder | Leistung (PS) | Radstand (cm) | Aufbau                         |
| --------- | --------------- | -------- | ------------- | ------------- | ------------------------------ |
| 1905      | Six             | 6        | 40/45         | 274           | Side Entrance Tonneau          |
| 1906–1907 | Flying Roadster | 4        | 30/35         | 249           | Roadster 2-sitzig und 3-sitzig |
| 1906–1907 | Automatic       | 4        | 40/50         | 305           | Tourenwagen 7-sitzig           |